# Adelogyrinidae
Adelogyrinidae — викопна родина примітивних земноводних підкласу Тонкохребцеві (Lepospondyli), що існувала на початку кам'яновугільного періоду.

## Опис
Це дрібні тварини, до 30 см завдовжки. Тіло тонке та витягнуте, складається з понад 70 хребців. Череп був досить міцний, а очні ямки висунуті далеко вперед. Ці тварини були схожі на сучасних амфіум. Вони мешкали у прісних водоймах та живились безхребетними. Всі відомі на сьогодні скам'янілості представників ряду знайдені у Шотландії.

## Роди
- Adelogyrinidae
  - Adelogyrinus
  - Adelospondylus
  - Dolichopareias
  - Palaeomolgophis